# Troyes
Troyes (pronuncia [tʀwa]) è un comune francese di 62 812 abitanti, capoluogo del dipartimento dell'Aube nella regione Grand Est.
Dista 150 km dalla capitale francese, Parigi. Gli abitanti sono chiamati Troyens, Troyennes.

## Storia
Città romana (Augustobona Tricassis), di notevole importanza in quanto al centro di numerose vie di comunicazione. Tra queste la Via Agrippa, che la collegava a nord con Reims, mentre a sud con Langres e, continuando, fino a Milano. Altre vie romane collegavano Troyes con Poitiers, Autun e Orléans. Fu sede episcopale (il suo vescovo, secondo la tradizione, riuscì a salvare Troyes dalla distruzione ad opera di Attila) e di alcuni concili provinciali.
Nel 1129 la città ospitò un concilio presso la locale Cattedrale dei Santi Pietro e Paolo (Concilio di Troyes) nel quale venne ufficializzato l'Ordine dei Templari, che in realtà sarebbe però stato fondato da Godofredo de Buillon nel 1099 in concomitanza con la conquista di Gerusalemme da parte delle truppe Crociate e con la sua nomina ad Advocatus Sancti Sepulchri (difensore del Santo Sepolcro).
Nel medioevo fu un importante centro commerciale. Diede i natali a papa Urbano IV, nato Jacques Pantaléon (Troyes, ca. 1195 – Deruta, 2 ottobre 1264), che istituì la Solenne Festa del Corpus Domini dopo il Miracolo eucaristico di Bolsena che riconobbe la Regola di Pietro del Morrone, futuro papa Celestino V.
Troyes diede i natali anche al celebre Chrétien de Troyes, vissuto nel XII secolo, oltre che al drammaturgo Pierre de Larivey (1541-1619) e fu la culla, in età rinascimentale, di importanti scuole e istituti d'arte. Nella chiesa di St-Jean furono celebrate le nozze della principessa francese Caterina di Valois con Enrico V d'Inghilterra.

## Monumenti e luoghi d'interesse

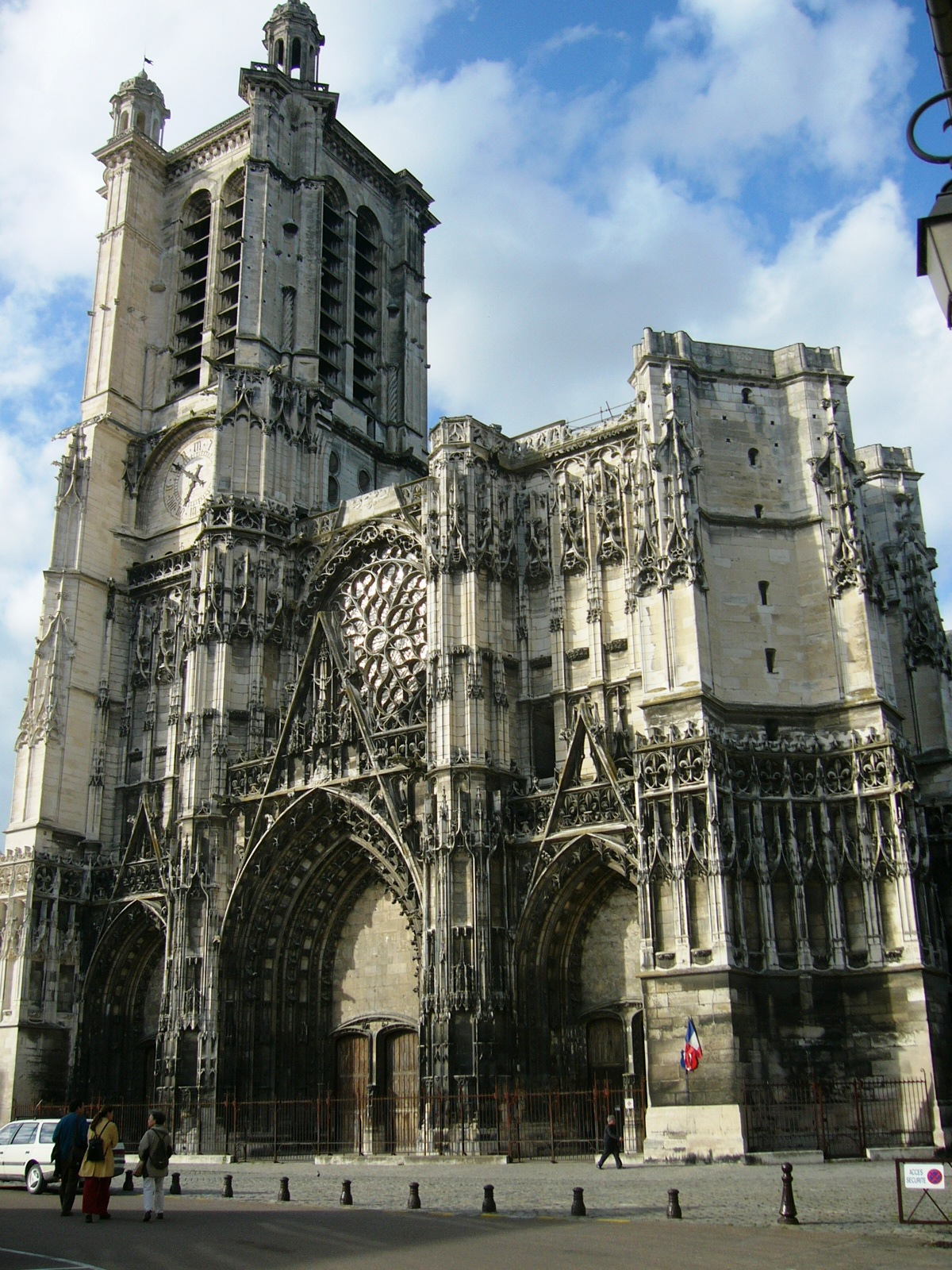
Cattedrale di Troyes

- La cattedrale dei Santi Pietro e Paolo è una grandiosa costruzione gotica voluta dal vescovo Garnier de Traînel e iniziata nel 1208 dal suo successore, Hervé. Fu terminata solo nel XVII secolo.
- La basilica di Sant'Urbano, ritenuta il capolavoro dell'architettura gotica della Champagne, venne iniziata nel 1262.
- La chiesa di Santa Maddalena, chiesa del XIII secolo con parti ricostruite alla fine XV secolo. Possiede uno splendido jubé, capolavoro dello stile gotico fiammegiante dell'inizio del XVI secolo e vetrate della fine del XV secolo.
- La chiesa di San Giovanni al Mercato (Saint-Jean-du-marché), ricostruita nel XVI secolo, possiede molte statue del Cinquecento e un altare maggiore barocco con tele di Pierre Mignard.
- Il Museo di belle arti, nell'anticha abbazia di Saint-Loup: opere di Giorgio Vasari, Antoine Watteau, François Boucher, Jean-Honoré Fragonard, Jacques-Louis David, Géricault.
- Il Museo d'arte moderna, nel palazzo vescovile: opere di Courbet, Degas, Gauguin, Seurat, Vuillard, Bonnard, Derain, Matisse, Van Dongen, Juan Gris, Modigliani, Soutine, Max Ernst, Balthus.
- La tomba di Lavau, nell'area urbana di Troyes, a qualche chilometro a nord-est del centro. Scoperta nel 2015, si tratta di una vastissima necropoli celtica del V secolo avanti Cristo, contenente la tomba intatta di un principe. È già considerata la meglio conservata delle grandi tombe celtiche.

## Economia
A Troyes è nata un'importante azienda d'abbigliamento, ora nota a livello mondiale: la Lacoste. Oggi la sede madre si è spostata a Parigi, mentre gli edifici storici di Troyes ospitano il centro di produzione.

## Cantoni
Il comune era suddiviso amministrativamente in 7 cantoni: Troyes-1, Troyes-2, Troyes-3, Troyes-4, Troyes-5, Troyes-6, Troyes-7.
A seguito della riforma approvata con decreto del 21 febbraio 2014, che ha avuto attuazione dopo le elezioni dipartimentali del 2015, il territorio comunale della città di Troyes è stato suddiviso nei seguenti 5 cantoni:
- cantone di Troyes-1: comprende parte della città di Troyes
- cantone di Troyes-2: comprende parte della città di Troyes e i 2 comuni di Les Noës-près-Troyes e Sainte-Savine
- cantone di Troyes-3: comprende parte della città di Troyes e il comune di La Chapelle-Saint-Luc
- cantone di Troyes-4: comprende parte della città di Troyes e i 3 comuni di Pont-Sainte-Marie, Saint-Julien-les-Villas e Saint-Parres-aux-Tertres
- cantone di Troyes-5: comprende parte della città di Troyes

## Società

### Evoluzione demografica
Abitanti censiti

## Amministrazione

### Gemellaggi
- Tournai, dal 1951
- Alkmaar, dal 1958
- Darmstadt, dal 1958
- Zielona Góra, dal 1970
- Chesterfield, dal 1973
- Brescia, dal 2016